# Medaglia per otto lustri d'insegnamento elementare
La medaglia di benemerenza per otto lustri d'insegnamento elementare è stata istituita con regio decreto n. 80 del 1902 per premiare i «maestri i quali abbiano lodevolmente compiuti quarant'anni di non interrotto servizio nelle pubbliche scuole elementari».

## Concessione
Chi aspirava al conseguimento della benemerenza doveva richiederla al regio provveditore agli studi della Provincia di residenza, producendo la documentazione attestante la durata ed il merito del servizio prestato.
I consigli scolastici provinciali inserivano i nomi negli elenchi annuali delle proposte per i maestri benemeriti.
Il riconoscimento veniva concessione con Regio decreto, su proposta del ministro segretario di Stato per la Pubblica Istruzione.

## Insegne
Medaglia d'oro, del diametro di quattro centimetri, avente:
sul versol'effigie del re Vittorio Emanuele III
sul versola leggenda : «Per otto lustri d'insegnantento elementare» e l'indicazione del nome e cognome del premiato.
Le medaglie andavano portate dalla parte sinistra del petto, appese ad un nastro di seta dai colori nazionali largo trentasei millimetri.
Le medaglie dovevano essere consegnate personalmente al decorato dal regio provveditore agli studi.
Ai maestri premiati, se ancora in servizio e se non avevano già ottenuto la pensione di merito istituita col regio decreto 30 dicentbre 1894, poteva essere accordata una speciale remunerazione
dal ministro segretario di Stato per la Pubblica Istruzione.

## Medaglie per i benemeriti della popolare istruzione
Il sistema di riconoscimenti per l'istruzione elementare, costituito da detta medaglia e dalla Medaglia per i benemeriti della popolare istruzione istituita nel 1891, fu riformato con il regio decreto n. 633 del 1904 che istituì una nuova Medaglia per i benemeriti della popolare istruzione in sostituzione delle precedenti.
In seguito la normativa del 1904 fu assorbita, senza sostanziali modifiche, negli articoli 312 e seguenti del "Regolamento generale per la istruzione elementare", approvato con regio decreto n. 150 del 1908 e poi, con modifiche minori, negli articoli 384 e seguenti del nuovo Regolamento, approvato con il regio decreto n. 1297 del 1928.
Dopo la caduta della monarchia la normativa del 1928 è stata confermata con la legge n. 1093 del 1950, tuttora in vigore.
La benemerenza quindi continua ad esistere sostanzialmente immutata.
L'effigie del re sulla medaglia è stata sostituita dall'emblema della Repubblica.